# プラウドタワー武蔵浦和ガーデン

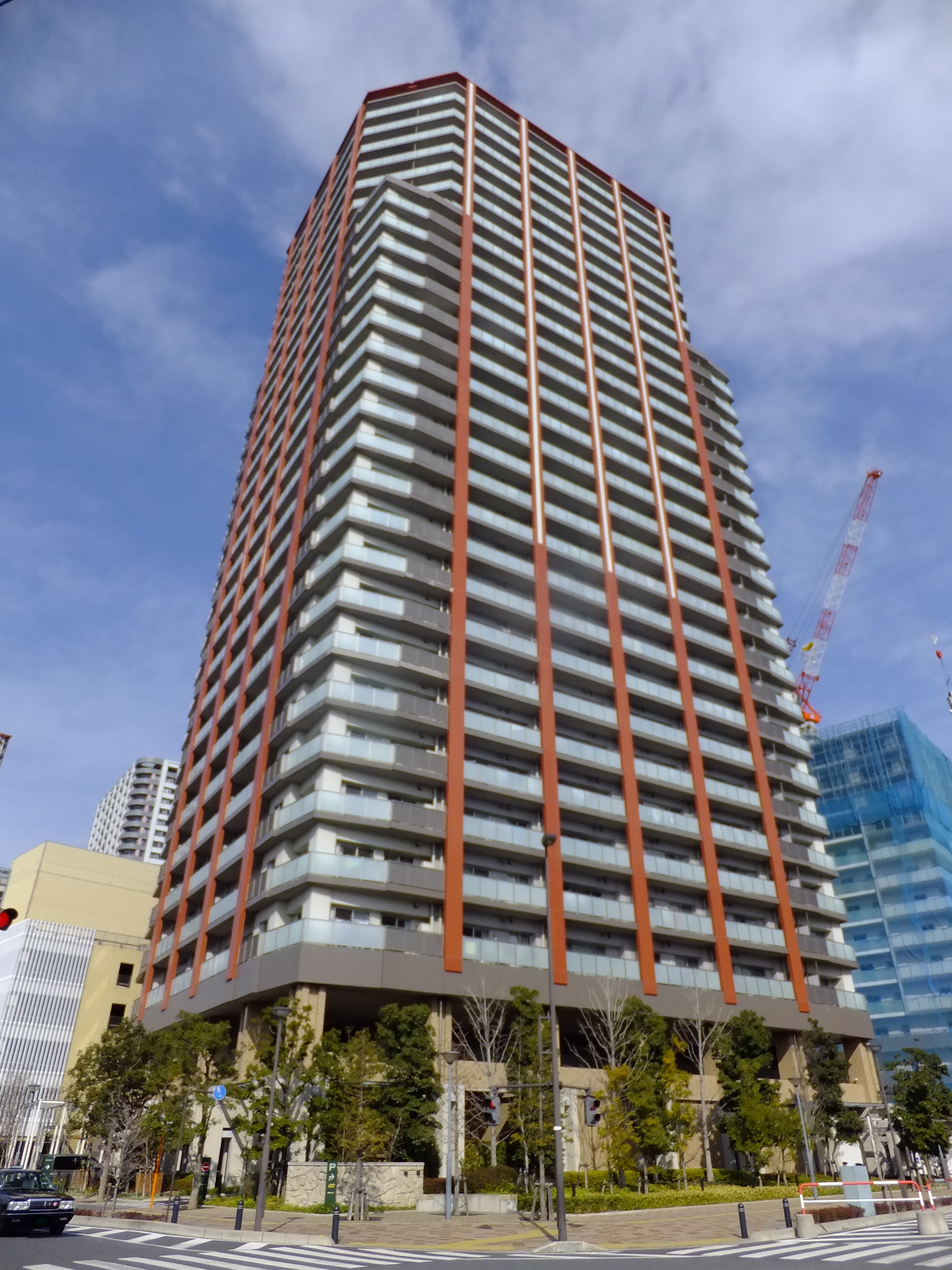
南側から

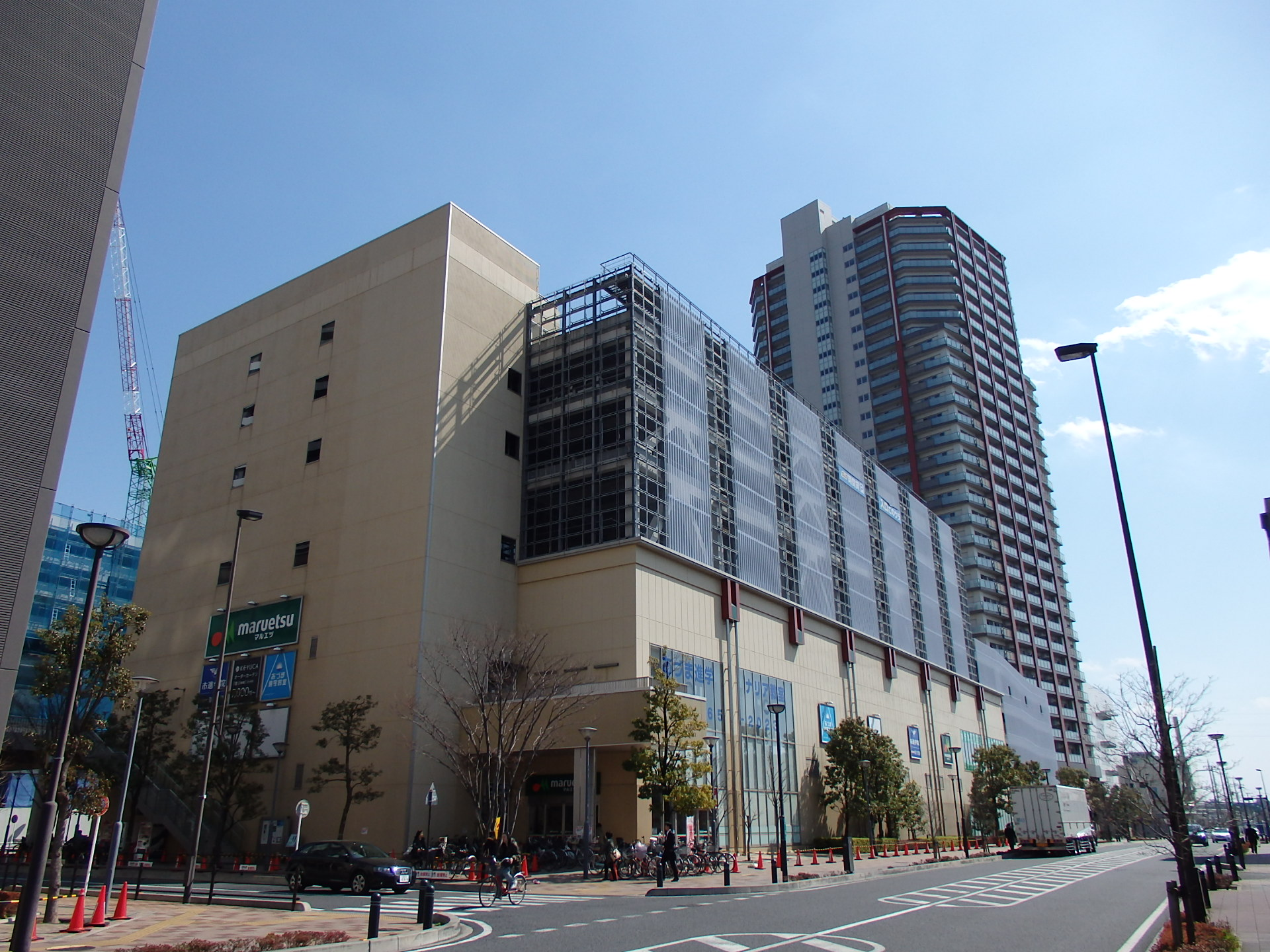
ナリア商業棟（プラウド武蔵浦和ガーデン）

プラウドタワー武蔵浦和ガーデン（プラウドタワーむさしうらわガーデン）は、埼玉県さいたま市南区にある超高層タワーマンション。野村不動産による分譲マンションとなっている。ナリアガーデンとも。

## 概要
武蔵浦和駅周辺の再開発事業のひとつである武蔵浦和駅第4街区第一種市街地再開発事業BブロックのB棟として建設された。Bブロックは商業施設（マルエツ）や駐車場棟も含む。再開発前は工場や住宅などが混在し、西側と南側にはコンクリート張りの水路が流れていた。
A棟のプラウドタワー武蔵浦和テラスは同時期竣工のツインタワーである。両タワー（4街区）の愛称はナリアとなっているため、ナリアガーデンとも呼称される。サウスピア北側にプラウドタワー武蔵浦和マークスがあるが、これは別の再開発事業で竣工時期も違う。
武蔵浦和駅からペデストリアンデッキで直通徒歩5分の場所にあり、2LDKから4LDKの間取りが用意され、4000万円台～9000万円程度の価格で分譲された。4街区は武蔵浦和駅周辺の再開発事業の中では8-1街区のMUSE CITY ザ・ファーストタワーに次いで4番目に完成した。再開発後は道路の拡幅の他、歩道の整備、植栽が整備されている。

## 沿革
- 1988年（昭和62年）11月25日 - 再開発協議会設立。
- 1991年（平成3年）5月26日 - 再開発準備組合設立。
- 2003年（平成15年）2月28日 - 都市計画決定・変更[2]。
- 2004年（平成16年）8月18日 - 組合設立認可公告。
- 2005年（平成17年）11月22日 - 権利変換計画認可。
- 2006年（平成18年）4月21日 - 起工式。
- 2008年（平成20年）10月30日 - 建物工事完了。
- 2009年（平成21年）2月3日 - 公共施設供給開始。
- 2009年（平成21年）3月24日 - 竣工式。